# Höltersiepen
Höltersiepen ist eine Hofschaft in Radevormwald im Oberbergischen Kreis im nordrhein-westfälischen Regierungsbezirk Köln in Deutschland.

## Lage und Beschreibung
Die Hofschaft Höltersiepen liegt südöstlich des Stadtzentrums von Radevormwald unmittelbar an der Stadtgrenze zu Hückeswagen.
Die Nachbarorte heißen Laake, Marke, Rädereichen und Vorm Holte. Die Hofschaft ist über einen Feldweg über Vorm Holte  erreichbar.
Südöstlich von Höltersiepen liegt der Röthlingsberg (380,4 m ü. NHN).

## Geschichte
1531 wurde der Ort das erste Mal urkundlich erwähnt und zwar „Kirchenpapiere.“ Die Schreibweise der Erstnennung war an Holterhoeves wisen.

## Politik und Gesellschaft
Höltersiepen gehört zum Radevormwalder Gemeindewahlbezirk 181, der am 1. Januar 2004 922 Wahlberechtigte hatte.